# Pontes e Lacerda (ort)
Pontes e Lacerda är en ort i Brasilien.   Den ligger i kommunen Pontes e Lacerda och delstaten Mato Grosso, i den centrala delen av landet, 1 200 km väster om huvudstaden Brasília. Pontes e Lacerda ligger 247 meter över havet och antalet invånare är 29 381.
Terrängen runt Pontes e Lacerda är huvudsakligen platt, men söderut är den kuperad.
Omgivningarna runt Pontes e Lacerda är huvudsakligen savann. Runt Pontes e Lacerda är det mycket glesbefolkat, med 3 invånare per kvadratkilometer.